# Szkoła parafialna

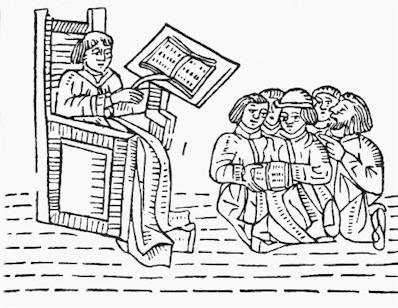
Nauczanie w średniowieczu

Szkoła parafialna – szkoła założona przy kościele parafialnym.

## Historia
Pierwsze znane zarządzenia dotyczące obowiązku utrzymywania szkół przy wszystkich kościołach wydał w 797 cesarz Karol Wielki. Zostało to potwierdzone w 853 zaleceniem papieża Leona IV zakładania szkół przy każdej parafii. Przełomowe znaczenie miały uchwały soboru laterańskiego IV (1215), dzięki którym szkoły parafialne zyskały trwałe podstawy istnienia.
Pierwotnym celem szkół parafialnych było danie podstaw wykształcenia przyszłym kapłanom. Ich podstawę programową miało stanowić tzw. trivium (gramatyka łacińska, retoryka, dialektyka), uzupełnione muzyką (śpiew kościelny). W rzeczywistości program szkół parafialnych był zróżnicowany w zależności od położenia, rozległości i zasobów parafii. W miastach, gdzie szkoły parafialne miały służyć młodzieży mieszczańskiej, zakres przekazywanej wiedzy wykraczał często poza potrzeby Kościoła i bywał dostosowywany do potrzeb tej warstwy społecznej.
W Polsce szkolnictwo parafialne rozwijało się od końca XIII wieku. Jego rozkwit przypada na XV i początek XVI wieku. W wielu szkołach uczyli wykwalifikowani nauczyciele, a uczniowie rekrutowali się z różnych warstw społecznych. Program nauczania był zróżnicowany, w znacznym stopniu dostosowany do potrzeb Kościoła.
Reformacja, która od lat 30. XVI wieku szybko rozprzestrzeniała się na ziemiach polskich, sprawiła, że liczba szkół parafialnych uległa znacznemu zmniejszeniu. Było to związane z odmiennym podejściem do oświaty. Przedstawiciele protestantyzmu postulowali bowiem, aby szkoły były prowadzone przez rajców miejskich – władzę świecką, a nie kościelną (protestanckie szkolnictwo).
Sobór trydencki (1545–1563) i kontrreformacja przyczyniły się do odzyskania wpływu Kościoła katolickiego na szkolnictwo. Od XVII wieku zmieniły się zadania szkół parafialnych: głównie przygotowywały one do służby kościelnej (ministrantura i muzyka liturgiczna), dawały także chłopcom podstawową znajomość czytania, pisania, czasami rachunków.
Zniszczenia po wojnach szwedzkich spowodowały pogorszenie kondycji i poziomu szkół parafialnych, zwłaszcza na wsiach. Proces ten pogłębił się w końcu XVII i 1. połowie XVIII wieku na skutek ogólnego upadku ekonomicznego i zaostrzających się różnic społecznych. Najwięcej szkół parafialnych było w Wielkopolsce i Małopolsce, słabsza była sieć tego szkolnictwa na ziemiach litewsko-ruskich, gdzie zaczęły one powstawać w XV wieku. Utworzona w 1773 Komisja Edukacji Narodowej (KEN), mimo iż doceniała znaczenie tego szczebla nauczania, nie miała dostatecznych środków, by radykalnie zmienić jego stan.
Szkoły parafialne nadal pozostawały w gestii Kościoła. Zainteresowanie, które szkołom parafialnym okazywali biskup płocki Michał Poniatowski i biskup wileński Ignacy Massalski, na krótko tylko uwidoczniło się w zwiększeniu ich liczby. Pod wpływem działalności KEN i inicjatyw niektórych przedstawicieli oświeconej szlachty podniósł się nieco poziom nauczania w szkołach parafialnych, zwłaszcza w miastach. W nauczaniu zapanował język polski, zaczęto przyjmować dziewczęta.
Na początku XIX wieku szkoły parafialne zaczęły tracić na znaczeniu i zanikać na rzecz podporządkowanych władzom świeckim szkół trywialnych, a po 1874 roku na rzecz szkół publicznych, zwanych także ludowymi. Szkoły w miastach były podzielone na męskie i żeńskie, a szkoły na wsiach były tylko męskie. Dopiero od 1890 roku szkoły wiejskie zostały przemianowane na „mieszane” (koedukacyjne, czyli męsko-żeńskie).
Na wschodzie Polski, w Galicji, gdzie dominowało wyznanie greckokatolickie, w archieparchii lwowskiej i eparchii przemyskiej w I połowie XIX wieku powstawały szkoły parafialne przy cerkwiach.

## Podręczniki szkolne
- Elementarz dla szkół parafialnych narodowych, zawierający: I. Naukę pisania i czytania; II. Katechizm; III. Naukę obyczajową; IV. Naukę rachunków. Pierwszy raz wydana
Kraków 1785, Drukarnia Szkoły Głównej Koronnej.
- Geometria dla szkół narodowych. Część I. Drugi raz wydana
W Krakowie 1795 roku. Drukarnia Szkoły Głównej Koronnej.